# سیتسنبرگ رایدلینگ
سیتسنبرگ رایدلینگ (به آلمانی: Sitzenberg-Reidling) یک منطقهٔ مسکونی در اتریش است که در ناحیه تولن واقع شده‌است. سیتسنبرگ رایدلینگ ۲۲٫۱۵ کیلومتر مربع مساحت دارد ۲۰۵ متر بالاتر از سطح دریا واقع شده‌است.